# باربارا لوز
باربارا لوز (بالبرتغالية: Bárbara Luz‏) مواليد 28 مايو 1993 في قلمرية، هي لاعبة كرة مضرب برتغالية. أعلى تصنيف لها في الفردي كان 368. أعلى تصنيف لها في الزوجي كان 446.

## النهائيات

### الفردي
| الحصيلة | الرقم | التاريخ        | الدورة              | الأرضية | المنافس                  | النتيجة  |
| ------- | ----- | -------------- | ------------------- | ------- | ------------------------ | -------- |
| الوصافة | 1.    | 6 يونيو 2011   | أمارانت، البرتغال   | صلبة    | ماغالي دي لاتر           | 1–6, 1–6 |
| الوصافة | 2.    | 3 أكتوبر 2011  | ساو باولو، البرازيل | ترابية  | باولا كريستينا غونسالفيس | 2–6, 3–6 |
| الوصافة | 3.    | 24 أكتوبر 2011 | غويانيا، البرازيل   | ترابية  | بياتريس حداد مايا        | 2–6, 0–6 |

## روابط خارجية
- باربارا لوز على موقع رابطة محترفات التنس (الإنجليزية)
- باربارا لوز على موقع الاتحاد الدولي لكرة المضرب (الإنجليزية)
- باربارا لوز على موقع كأس بيلي جين كينغ (الإنجليزية)
- باربارا لوز على موقع خلاصة التنس.كوم (الإنجليزية)